# Vivian Trías
Vivian Trías (Las Piedras, Canelones -  30 de maio de 1922 – 24 de novembro de 1980) foi um político e historiador uruguaio, pertencente ao Partido Socialista do Uruguai.

## Biografia
Nasceu o 30 de maio de 1922 às 12:30. Filho de Elvira Eugenia De la María e de Emilio Trías Dupré, seu nome completo foi Vivian Félix Fernando Trías. Cursou a educação primária em Las Piedras e posteriormente educação secundária no Liceo Dámaso Antonio Larrañaga na cidade de Montevidéu.
Em 1946, junto a outros integrantes da Juventude Socialista, propõem na assembleia do velho Clube ILDU de Las Piedras a mudança de nome do clube. Por algumas horas o dito clube passou a se chamar Clube da Juventude Socialista. Posteriormente o nome foi modificado, ficando no actual Club Atlético Juventud de Las Piedras.

## Atividade política
Em 1938, com apenas 16 anos, se afilia ao Partido Socialista do Uruguai. Em 1956, ingressa à Câmara de Deputados em substituição de Mario Cassinoni, eleito Reitor da Universidad de la República. Reelecto em 1958, dois anos depois transformou-se em Secretário-Geral do Partido Socialista.
Liderou desde o ponto de vista teórico dentro do Partido Socialista uma corrente anti imperialista e de influência marxista-leninista, que foi se impondo sobre a visão mais social-democrata do fundador e líder histórico do Partido, Emilio Frugoni.

## Controvérsias recentes
No ano 2017, o pesquisador polaco de origem brasileira Mauro Kraenski e o tradutor tcheco Vladimir Petrilák afirmaram com base em documentos a que tiveram acesso, que Trías trabalhou durante 13 anos para o serviço de inteligência checoslovaco Státní bezpečnost (StB). No ano 2018, o Partido Socialista do Uruguai criou uma comissão integrada por historiadores para analisar a documentação disponível e a veracidade das afirmações. Para os acadêmicos Aldo Marchesi e Michal Zourek, que também analisaram os documentos checoslovacos, não há dúvida de que Trías tenha sido agente do StB; porém, ressaltam que essa relação não foi de subordinação, mas de cooperação por objetivos comuns.

## Obra
Sua vasta obra, combinada em livros e artigos jornalísticos, foi recompilada pela Câmara de Representantes, onde se formou uma "Comissão Especial de Seleção das Obras de Carácter Doctrinario do professor Vivián Trías"
- Tomo 1: Los caudillos, las clases sociales y el imperio. Prólogo José Díaz
- Tomo 2: El Imperio Británico en la Cuenca del Plata. Prólogo de Carlos Terzaghi
- Tomo 3: Juan Manuel de Rosas. Prólogo de Alberto Methol Ferré
- Tomo 4: Historia del imperialismo norteamericano - Vol 1. Prólogo de Carlos Machado
- Tomo 4: Historia del imperialismo norteamericano. Vol. 2. Prólogo de Carlos Machado
- Tomo 5: Las vísperas de la dictadura. Prólogo de José Díaz
- Tomo 6: Aportes para un socialismo nacional. Prólogo de Manuel Laguarda
- Tomo 7: La crisis agraria y el socialismo en el Uruguay. Prólogo de Martín Buxedas
- Tomo 8: Uruguay y sus claves geopolíticas. Prólogo de Rubén Cotelo
- Tomo 9: Banca e imperialismo en el Uruguay. Prólogo de Alberto Couriel.
- Tomo 10: Imperialismo en el Uruguay. Prólogo de Guillermo Chifflet
- Tomo 11: Imperialismo y geopolítica en América Latina. Prólogo de José Díaz
- Tomo 12: La Rebelión de las orillas. Prólogo de Carlos Machado.
- Tomo 13: La crisis del imperio. Prólogo de Eduardo Galeano
- Tomo 14: La crisis del dólar y la política norteamericana. Prólogo de Carlos Terzaghi
- Tomo 15: Bolívar. Personajes y episodios. Prólogo de José Barrientos.
- Tomo 16: Tres fases del Capitalismo. Prólogo de Danilo Astori.